# 타워힐

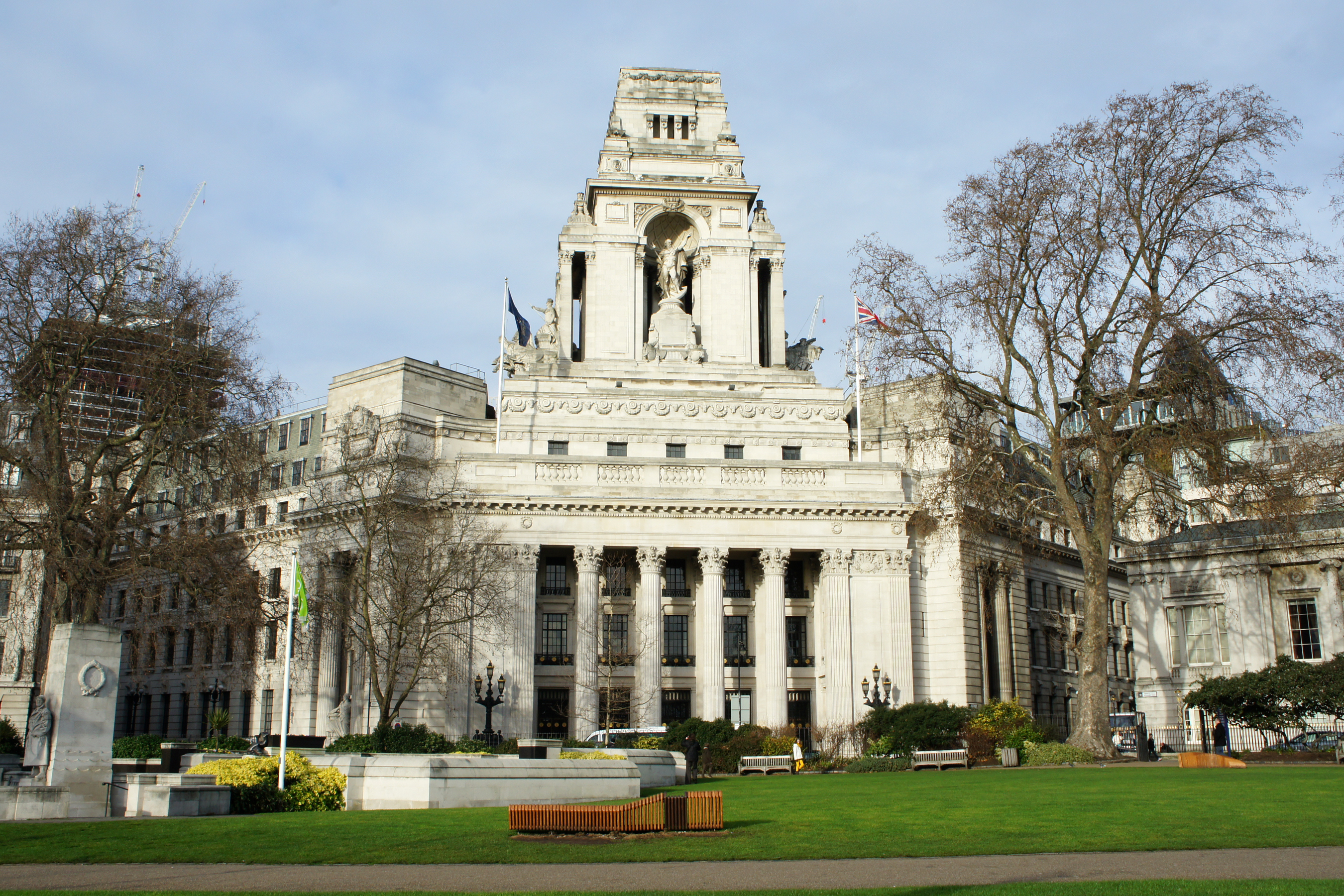
타워힐에 위치한 트리니티 스퀘어 10번지

타워힐(영어: Tower Hill)은 주로 잉글랜드 런던 타워햄리츠구에 있는 런던탑 해자 바로 북쪽의 고지대를 가리키는 지명이다.
이 곳은 역사적으로 타워 리버티(Tower Liberty)의 일부였는데 탑의 방어 능력을 떨어뜨릴 수 있는 어떤 개발에도 접근하지 않기 위해 그 지역의 통제가 필요했다. 건물이 어느 정도 잠식되었지만 이러한 통제의 유산은 언덕의 많은 부분이 여전히 열려 있다는 것이다. 이 언덕은 옛 런던 월의 양쪽에 있는 땅을 포함하고 있으며 아직도 많은 잔해가 남아있다.
수세기 동안에 걸쳐 이 언덕은 공개적인 사형이 집행되었으며 오늘날에는 트리니티 스퀘어 가든에 있는 타워힐 기념관이 있는 곳으로 유명하다. 이 기념관에는 웨이크필드와 타워 가든이 인접해 있다. 후자는 트리니티 스퀘어를 짧게 잘라낸 포장 도로망으로 늘어서 있어서 구부러진 공원이 있는 거리를 이루고 있다.

## 역사

### 형성
런던의 가장 오래된 지역 가운데 한 곳에서 고고학적 증거가 청동기 시대의 언덕에 정착지가 있었고 나중에 일어난 부디카 봉기 과정에서 불타버린 로마 마을이 있었다는 것을 보여준다. 근처에 있는 올핼로바이더타워 교회(All Hallows-by the Tower)는 680년까지 거슬러 올라가는 로마네스크 건축의 조각으로 알려져 있는데 교회 자체도 675년부터 시작되었다.

### 지방 정부
그레이트타워힐(Great Tower Hill)은 런던탑의 직할 행정 구역이자 시티오브런던과 미들섹스주의 관할 구역 밖에 있는 타워 리버티에 소속된 교구외 지역이었다. 1855년에 이 지역은 런던 메트로폴리탄 노동위원회의 일부가 되었다.
"타워구"(District of Tower)는 화이트채플 노동위원회의 권한에 따라 화이트채플구(Whitechapel District)의 일부가 되었다. 이것은 애매했기 때문에 1869년 그레이트타워힐 법(Great Tower Hill Act 1869)에서는 그레이트타워힐을 포함한 "없는 올드타워"(Old Tower Without)라는 구역을 명시적으로 해석해야 했다. 타워 리버티는 1894년에 폐지되었고 런던주에 통합되었다.

### 형장
타워힐에서는 존 피셔, 토머스 모어를 비롯한 고위층 출신 반역자들과 범죄자들에 대한 공개적인 사형이 종종 행해졌다.